# КрАЗ-В12.2МЕХ
КрАЗ-В12.2МЕХ «Сержант» (англ. KrAZ-B12.2MEX) — український вантажний бортовий повноприводний автомобіль виробництва АвтоКрАЗ з колісною формулою 6х6, одинарною ошинковкою задніх мостів і компонувальною схемою «кабіна над двигуном». Призначений для перевезення людей і різних вантажів дорогами загального користування, а також бездоріжжям.

## Історія
Наприкінці 1961 року два союзних Держкомітети з оборонної техніки і автосільгоспбудування затвердили тактико-технічні вимоги до нового автомобіля для армії. Він повинен був випускатися у двох версіях: бортовий на 8 т і автопоїзд вантажопідйомністю 15 т з активним напівпричепом, тобто маючим провідні колеса. Втілити цей задум у життя доручили фахівцям Кременчуцького автозаводу.
В 1962 році було представлено експериментальну вантажівку КрАЗ-253Б з кабіною від МАЗ-500, дизельним двигуном V8 ЯМЗ-238 потужністю 240 к.с., 4-ступеневою автоматичною КПП і незалежною підвіскою на поперечних важелях з поздовжніми торсіонами. Вантажопідйомність становила 8 тонн. На автівках використовували колеса і шини від вантажівок КрАЗ-255Б. 1962 року прототипи пройшли заводські і приймальні випробування в НДІ № 21. За їхніми результатами автомобіль КрАЗ-253Б мав кліренс 420 мм, споряджену масу — 12,3 т, на різних покриттях буксирував причепи масою від 10 до 30 т, розвивав максимальну швидкість 76 км/год і міг долати 1,5-метровий рів.
В 1964 році з'явилася друга серія вантажівок під назвою КрАЗ-Е253, вантажопідйомністю 9 тонн. На неї встановили дослідний дизельний двигун ЯМЗ-238Н з турбонаддувом потужністю 310 к.с. і 8-ступеневу механічну коробку передач ЯМЗ-238, гідропідсилювач рульового механізму, незалежну підвіску і систему регулювання тиску в шинах. На автомобілі вперше з'явилася власна оригінальна відкидна суцільнометалева кабіна з висунутою вперед округлою передньою панеллю, що нагадувала кабіну ГАЗ-66, за кабіною стояло запасне колесо. Вантажівка мала колісну базу 5200 мм, споряджену масу — 11,5 т і швидкість — 71 км/год.
В 1968 році на КрАЗі побудували прототип третьої серії під назвою КрАЗ-2Е253, вантажопідйомністю 10 тонн. Він отримав незалежну підвіску з телескопічними гідроамортизаторами і спрощену кабіну з верхньою плоскою пологою частиною передка. За кабіною було змонтовано два запасні колеса. Машина досягала швидкості 80 км/год. Це була лише дороблена версія другої серії. Рішенням Держкомітету з оборонної промисловості подальші роботи над проєктом були зупинені.
В 2012 році проєкт безкапотної вантажівки з колісною формулою 6х6 відновили, однак, з метою здешевлення продукції встановили залежну підвіску всіх коліс від КрАЗ-6322 і представили як КрАЗ-В12.2МЕХ.

## Опис
Автомобіль пропонується з одинарною ошинковкою задніх мостів. На КрАЗ-В12.2МЕХ встановлюється кабіна від MAN F2000, яка виробляється за ліцензією в Китаї фірмою Shaanxi.
На вантажне шасі В12.2МЕХ встановлюється дизель 10,8 л V6 Cummins ISMe 385 30 (Євро-3) потужністю 380 к.с. Коробка передач — 8-ступенева механічна 9JS200TA, китайської марки Fast Gear. Вантажопідйомність — до 12 т.
Застосовуються шини двох типорозмірів: широкі 445/65R22,5 і стандартні 16.00R20. Автомобіль комплектується двома паливними баками ємністю по 250 л кожен. Максимальна швидкість пересування — 80 км/год. «Сержант» може долати підйоми до 58% і броди глибиною до 1 метра. Контрольна витрата палива на 100 км складає 39 літрів.